# Einheitsfrontlied
Einheitsfrontlied (littéralement « Chanson du front uni » en allemand) est l'une des plus célèbres chansons du mouvement ouvrier allemand. Les paroles ont été écrites par Bertolt Brecht et la musique composée par Hanns Eisler. La version la plus connue a été interprétée par Ernst Busch,,.

## Histoire
Après l'accession au pouvoir d'Adolf Hitler en janvier 1933, la situation des mouvements de gauche en Allemagne se détériore considérablement. L'antagonisme entre le Parti social-démocrate et le Parti communiste divise depuis longtemps la gauche allemande. Quand les nazis interdisent ces deux partis ainsi que les syndicats au cours de l'été 1933, de nombreuses personnes dont Bertolt Brecht pensent que seul un front uni des socio-démocrates et des communistes permettrait de contre-attaquer le nazisme,.
En 1934, à la demande du communiste et directeur de théâtre Erwin Piscator, Brecht écrit « Einheitsfrontlied », appelant tous les travailleurs à rejoindre l'Arbeiter-Einheitsfront, le front uni des travailleurs. La chanson est interprétée l'année suivante lors des Premières olympiades musicales des travailleurs à Strasbourg, par un chœur de 3 000 travailleurs. Le premier enregistrement date de 1937, durant la Guerre civile espagnole. La chanson est interprétée par l'acteur et chanteur communiste Ernst Busch.

## Composition
Hanns Eisler s'attache à composer une musique simple et facile à suivre, afin qu'elle puisse être chantée par des personnes ayant peu de pratique musicale. Dans la première version, le rythme est celui d'une marche. En 1948, Eisler écrit une version symphonique, également chantée par Ernst Busch et enregistrée dans le cadre de son projet Aurora.

## Reprises
Ton Steine Scherben reprennent la chanson dans leur album de 1971 Warum geht es mir so dreckig?. Hannes Wader en enregistre une reprise en 1977 dans l'album intitulé Hannes Wader singt Arbeiterlieder.

## Paroles
| Allemand (original) | Adaptation anglaise chantable | Version en russe (S. Bolotina & T. Sikorsky, 1935) |
| Und weil der Mensch ein Mensch ist, drum braucht er was zum Essen, bitte sehr! Es macht ihn ein Geschwätz nicht satt, das schafft kein Essen her. Refrain: 𝄆 Drum links, zwei, drei! 𝄇 Wo dein Platz, Genosse, ist! Reih dich ein in die Arbeitereinheitsfront, weil du auch ein Arbeiter bist. Und weil der Mensch ein Mensch ist, drum braucht er auch noch Kleider und Schuh! Es macht ihn ein Geschwätz nicht warm und auch kein Trommeln dazu. Refrain Und weil der Mensch ein Mensch ist, drum hat er Stiefel im Gesicht nicht gern! Er will unter sich keinen Sklaven seh'n und über sich keinen Herr'n. Refrain Und weil der Prolet ein Prolet ist, drum wird ihn kein anderer befrei'n. Es kann die Befreiung der Arbeiter nur das Werk der Arbeiter sein. Refrain | And just because he’s a human, a man would like a little bite to eat; he wants no bull and a lot of talk that gives no bread or meat. Refrain: 𝄆 So left, two, three! 𝄇 To the work that we must do. March on in the workers’ United Front, for you are a worker too! And just because he’s a human, he doesn’t like a pistol to his head. He wants no servants under him, and no boss over his head. Refrain And just because he’s a worker, no class can free him but his own. The emancipation of the working class is the task of the worker alone. Refrain | И так как все мы люди, то должны мы — извините! — что-то есть, хотят кормить нас пустой болтовней — к чертям! Спасибо за честь! Припев: 𝄆 Марш левой — два, три! 𝄇 Встань в ряды, товарищ, к нам, – ты войдешь в наш Единый рабочий фронт, потому что рабочий ты сам! И так как все мы люди, то нужны нам башмаки без заплат, и нас не согреет треск речей под барабанный раскат! Припев И так как все мы люди, не дадим нас бить в лицо сапогом! Никто на других не поднимет плеть, и сам не будет рабом! Припев И если ты — рабочий, то не жди, что нам поможет другой, — себе мы свободу добудем в бою своей рабочей рукой! Припев, |

### Version française
L'homme veut manger du pain - oui !

Il veut pouvoir manger tous les jours !

Du pain et pas de mots ronflants,

Du pain, et pas de discours !

Refrain

Marchons au pas, marchons au pas,

Camarades, vers notre front !

Range-toi dans le front de tous les ouvriers

Avec tous tes frères étrangers.

L'homme veut avoir des bottes - oui !

Il veut avoir bien chaud tous les jours !

Des bottes et pas de boniments,

Des bottes, et pas de discours !

Refrain

L'homme veut avoir des frères - oui !

Il ne veut pas de matraques ni de prisons !

Il veut des hommes, pas des parias,

Des frères, et pas de patrons !

Refrain

Tu es un ouvrier – oui !

Viens avec nous, ami, n’aie pas peur !

Nous allons vers la grande union

De tous les vrais travailleurs !

Refrain